# Stichotrema mexicanum
Stichotrema mexicanum är en insektsart som beskrevs av Kifune och Harry Brailovsky 1987. Stichotrema mexicanum ingår i släktet Stichotrema och familjen Myrmecolacidae. Inga underarter finns listade i Catalogue of Life.